# Percophidae
Baarszalmen (Percophidae) vormen een familie van vissen die tot de orde van baarsachtigen (Perciformes) behoren.
De vissen worden aangetroffen in tropische en subtropische wateren van de Atlantische en Indische Oceaan en in het zuidwesten en zuidoosten van de Grote Oceaan.
Het zijn gewoonlijk kleine vissen, waarvan de grootste, Percophis brasiliensis, ongeveer 50 centimeter kan worden. De typische lengte van de vissen is echter 10 tot 20 centimeter.
Enkele soorten, waaronder de laatstgenoemde, uit deze familie zijn van belang voor de visserij.

## Geslachten
- Onderfamilie Bembropinae (Platkoppen)
  - Bembrops
  - Chrionema
- Onderfamilie Hemerocoetinae (Hemerocoeten)
  - Acanthaphritis
  - Dactylopsaron
  - Enigmapercis
  - Hemerocoetes
  - Matsubaraea
  - Osopsaron
  - Pteropsaron Jordan & Snyder, 1902
  - Squamicreedia
- Onderfamilie Percophinae (Baarszalmen)
  - Percophis Quoy & Gaimard, 1825[2]